# Nagroda Goya dla najlepszego aktora
Nagroda Goya dla najlepszego aktora (hiszp. Premio Goya a la mejor interpretación masculina protagonista) – nagroda filmowa przyznawana od 1987 r. przez Hiszpańską Akademię Sztuki Filmowej.
Dotychczasowym rekordzistą w tej kategorii jest Javier Bardem, który otrzymał cztery statuetki. Po dwie nagrody zdobyli Fernando Fernán Gómez, Alfredo Landa, Luis Tosar i Javier Gutiérrez.

## Zwycięzcy i nominowani

### 1987–1990
1987: Fernando Fernán Gómez – Mambru poszedł na wojnę (Mambrú se fue a la guerra)
- Jorge Sanz – Rok przebudzenia (El año de las luces)
- Juan Diego – Dragon Rapide

1988: Alfredo Landa – Ożywiony las (El bosque animado)
- José Manuel Cervino – La guerra de los locos
- Imanol Arias – El Lute (El Lute: Camina o revienta)

1989: Fernando Rey – Zimowy dziennik (Diario de invierno)
- José Soriano – Oczekiwanie w niebie (Espérame en el cielo)
- Antonio Ferrandis – Jarrapellejos
- Imanol Arias – El Lute 2 (El Lute II: Mañana seré libre)
- Alfredo Landa – Sinatra

1990: Jorge Sanz – Jeśli ci powiedzą, że zginąłem (Si te dicen que caí)
- Fernando Fernán Gómez – Markiz Esquilache (Esquilache)
- Fernando Fernán Gómez – Morze i czas (El mar y el tiempo)
- Juan Diego – Ciemna noc (La noche oscura)
- Alfredo Landa – Rzeka, która nas niesie (El río que nos lleva)

### 1991–2000
1991: Andrés Pajares – Aj, Carmela! (¡Ay, Carmela!)
- Imanol Arias – Sama z tobą (A solas conmigo)
- Antonio Banderas – Zwiąż mnie (¡Átame!)

1992: Fernando Guillén – Don Juan w piekle (Don Juan en los infiernos)
- Jorge Sanz – Kochankowie (Amantes)
- Gabino Diego – Oniemiały król (El rey pasmado)

1993: Alfredo Landa – Flejtuch (La marrana)
- Jorge Sanz – Belle époque (Belle Époque)
- Javier Bardem – Szynka, szynka (Jamón Jamón)

1994: Juan Echanove – Madregilda
- Javier Bardem – Złote jaja (Huevos de oro)
- Imanol Arias – Intruz (Intruso)

1995: Carmelo Gómez – Policzone dni (Días contados)
- Alfredo Landa – Kołysanka (Canción de cuna)
- Gabino Diego – Najgorsze lata naszego życia (Los peores años de nuestra vida)

1996: Javier Bardem – Usta do ust (Boca a boca)
- Álex Angulo – Dzień bestii (El día de las bestia)
- Federico Luppi – Po śmierci o nas zapomną (Nadie hablará de nosotras cuanda hayamos muerto)

1997: Santiago Ramos – Jak błyskawica (Como un relámpago)
- Carmelo Gómez – Pies ogrodnika (El perro del hortelano)
- Antonio Banderas – Zbyt wiele (Two Much)

1998: Antonio Resines – Szczęśliwa gwiazda (La buena estrella)
- Jordi Mollà – Szczęśliwa gwiazda (La buena estrella)
- Javier Bardem – Drżące ciało (Carne trémula)

1999: Fernando Fernán Gómez – Dziadek (El abuelo)
- Eduardo Noriega – Otwórz oczy (Abre los ojos)
- Gabino Diego – Godzina odważnych (La hora de los valientes)
- Antonio Resines – Dziewczyna marzeń (La niña de tus ojos)

2000: Francisco Rabal – Goya (Goya en Burdeos)
- José María Pou – Amic/Amat (Amic/Amat (Amigo/Amado))
- Fernando Fernán Gómez – Język motyli (La lengua de las mariposas)
- Jordi Mollà – Podwójna osobowość (Segunda piel)

### 2001–2010
2001: Juan Luis Galiardo – Żegnaj od serca (Adiós con el corazón)
- Juan Diego Botto – Morderstwo podczas pełni (Plenilunio)
- Carmelo Gómez – Bramkarz (El Portero)
- Miguel Ángel Solá – Wiem, kim jesteś (Sé quién eres)

2002: Eduard Fernández – Fausto 5.0
- Eusebio Poncela – Intacto
- Tristán Ulloa – Lucia i seks (Lucía y el sexo)
- Sergi López – Tylko moja (Sólo mía)

2003: Javier Bardem – Poniedziałki w słońcu (Los lunes al sol)
- Sancho Gracia – 800 kul (800 balas)
- Juan Luis Galiardo – Błędny rycerz Don Kichot (El caballero Don Quijote)
- Javier Cámara – Porozmawiaj z nią (Hable con ella)

2004: Luis Tosar – Moimi oczami (Te doy mis ojos)
- Ernesto Alterio – Dni futbolu (Días de fútbol)
- Alfredo Landa – Cudowne światło (La luz prodigiosa)
- Javier Cámara – Torremolinos 73

2005: Javier Bardem – W stronę morza (Mar adentro)
- Eduard Fernández – Rzeczy, dla których warto żyć (Cosas que hacen que la vida valga la pena)
- Guillermo Toledo – Zbrodnia ferpekcyjna (Crimen Ferpecto)
- Eduardo Noriega – Wilk (El lobo)

2006: Óscar Jaenada – Camarón
- Manuel Alexandre – Elsa i Fred (Elsa y Fred)
- Juan José Ballesta – 7 dziewic (7 vírgenes)
- Eduard Fernández – Metoda (El método)

2007: Juan Diego – Odejdź raz na zawsze (Vete de mí)
- Daniel Brühl – Salvador
- Sergi López – Labirynt fauna (El laberinto del fauno)
- Viggo Mortensen – Kapitan Alatriste (Alatriste)

2008: Alberto San Juan – Pod gwiazdami (Bajo las estrellas)
- Alfredo Landa – Niedzielne światło (Luz de domingo)
- Álvaro de Luna – Łąka gwiazd (El prado de las estrellas)
- Tristán Ulloa – Detektywi w spódnicach (Mataharis)

2009: Benicio del Toro – Che. Rewolucja (Che, el argentino)
- Raúl Arévalo – Ślepe słoneczniki (Los girasoles ciegos)
- Javier Cámara – Szef kuchni poleca (Fuera de carta)
- Diego Luna – Aurora i archanioł (Sólo quiero caminar)

2010: Luis Tosar – Cela 211 (Celda 211)
- Ricardo Darín – Sekret jej oczu (El secreto de sus ojos)
- Jordi Mollà – El cónsul de Sodoma (El cónsul de Sodoma)
- Antonio de la Torre – Grubasy (Gordos)

### 2011–2020
2011: Javier Bardem – Biutiful
- Antonio de la Torre – Hiszpański cyrk (Balada triste de trompeta)
- Ryan Reynolds – Pogrzebany (Buried)
- Luis Tosar – Nawet deszcz (También la lluvia)

2012: José Coronado – Nie zazna spokoju, kto przeklęty (No habrá paz para los malvados)
- Antonio Banderas – Skóra, w której żyję (La piel que habito)
- Daniel Brühl – Eva
- Luis Tosar – Słodkich snów (Mientras duermes)

2013: José Sacristán – Martwy i szczęśliwy (El muerto y ser feliz)
- Daniel Giménez Cacho – Śnieżka (Blancanieves)
- Jean Rochefort – Artysta i modelka (El artista y la modelo)
- Antonio de la Torre – Operacja Expo (Grupo 7)

2014: Javier Cámara – Łatwiej jest nie patrzeć (Vivir es fácil con los ojos cerrados)
- Tito Valverde – 15 lat i 1 dzień (15 años y un día)
- Antonio de la Torre – Kanibal (Caníbal)
- Eduard Fernández – Jego wszystkie kobiety (Todas las mujeres)

2015: Javier Gutiérrez – Stare grzechy mają długie cienie (La isla mínima)
- Raúl Arévalo – Stare grzechy mają długie cienie (La isla mínima)
- Ricardo Darín – Dzikie historie (Relatos salvajes)
- Luis Bermejo – Magical Girl

2016: Ricardo Darín – Truman
- Pedro Casablanc – B
- Luis Tosar – Nieznany (El desconocido)
- Asier Etxeandia – Krwawe gody (La novia)

2017: Roberto Álamo – Niech Bóg nam wybaczy (Que Dios nos perdone)
- Luis Callejo – Za późno na gniew (Tarde para la ira)
- Antonio de la Torre – Za późno na gniew (Tarde para la ira)
- Eduard Fernández – Człowiek o tysiącu twarzy (El hombre de las mil caras)

2018: Javier Gutiérrez – Autor (El autor)
- Javier Bardem – Kochając Pabla, nienawidząc Escobara (Loving Pablo)
- Andrés Gertrúdix – Aż do śmierci (Morir)
- Antonio de la Torre – Abrakadabra (Abracadabra)

2019:  Antonio de la Torre – Królestwo (El reino)
- Javier Gutiérrez – Mistrzowie (Campeones)
- Javier Bardem – Wszyscy wiedzą (Todos lo saben)
- José Coronado – Syn zemsty (Tu hijo)

2020: Antonio Banderas – Ból i blask (Dolor y gloria)
- Antonio de la Torre – Wieczny okop (La trinchera infinita)
- Karra Elejalde – Póki trwa wojna (Mientras dure la guerra)
- Luis Tosar – Kto mieczem wojuje (Quien a hierro mata)

### 2021–2030
2021: Mario Casas – No matarás
- Javier Cámara – Sentimental
- Ernesto Alterio – Un mundo normal
- David Verdaguer – Jeden za wszystkich (Uno para todos)

2022: Javier Bardem – Szef roku (El buen patrón)
- Javier Gutiérrez – Córka (La hija)
- Eduard Fernández – Cmentarz na wodzie (Mediterráneo)
- Luis Tosar – Maixabel

2023: Denis Ménochet – Bestie (As bestas)
- Luis Tosar – 24 godziny (En los márgenes)
- Nacho Sánchez – Mantykora (Mantícora)
- Javier Gutiérrez – Barcelona 77 (Modelo 77)
- Miguel Herrán – Barcelona 77 (Modelo 77)

2024: David Verdaguer – Żarty i papierosy (Saben aquell)
- Manolo Solo – Zamknij oczy (Cerrar los ojos)
- Enric Auquer – El maestro que prometió el mar
- Hovik Keuchkerian – Un amor
- Alberto Ammann – Do granic (Upon Entry)

2025:: Eduard Fernández – Marco (Marco, la verdad inventada)
- Alberto San Juan – Casa en flames
- Alfredo Castro – Polvo serán
- Urko Olazabal – Soy Nevenka
- Vito Sanz – Wrócicie do siebie (Volveréis)

## Wielokrotnie nominowani laureaci
Laureaci nagrody, którzy zdobyli więcej niż jedną nominację:
| Aktor                 | Nagrody | Nominacje |
| --------------------- | ------- | --------- |
| Javier Bardem         | 5       | 10        |
| Luis Tosar            | 2       | 8         |
| Eduard Fernández      | 2       | 7         |
| Alfredo Landa         | 2       | 7         |
| Fernando Fernán Gómez | 2       | 5         |
| Javier Gutiérrez      | 2       | 5         |
| Antonio de la Torre   | 1       | 8         |
| Javier Cámara         | 1       | 5         |
| Jorge Sanz            | 1       | 4         |
| Antonio Banderas      | 1       | 4         |
| Juan Diego            | 1       | 3         |
| Carmelo Gómez         | 1       | 3         |
| Ricardo Darín         | 1       | 3         |
| Juan Luis Galiardo    | 1       | 2         |
| Antonio Resines       | 1       | 2         |
| José Coronado         | 1       | 2         |
| David Verdaguer       | 1       | 2         |
| Alberto San Juan      | 1       | 2         |

## Najczęściej nominowani aktorzy
- 10 nominacji: Javier Bardem
- 8 nominacji: Luis Tosar
- 8 nominacji: Antonio de la Torre
- 7 nominacji: Eduard Fernández
- 7 nominacji: Alfredo Landa
- 5 nominacji: Fernando Fernán Gómez
- 5 nominacje: Javier Gutiérrez
- 5 nominacje: Javier Cámara
- 4 nominacje: Jorge Sanz
- 4 nominacje: Antonio Banderas
- 3 nominacje: Juan Diego
- 3 nominacje: Carmelo Gómez
- 3 nominacje: Ricardo Darín
- 2 nominacje: Juan Luis Galiardo
- 2 nominacje: Antonio Resines
- 2 nominacje: José Coronado
- 2 nominacje: David Verdaguer
- 2 nominacje: Alberto San Juan